# Скамни

Скамни е полуостров се намира в Созополския залив, на българското черноморско крайбрежие.
На полуострова от почти 3000 години е разположено селище. От средата на 4 век това селище е град Созопол. На Скамни е събрана само старата част на вече разрасналия се град.
Името си полуостровът носи заради своята форма. До средата на ХХ в., преди да бъдат насипани значителни количества земни маси за укрепване на бреговата линия в района на провлака, полуостровът има формата на седалка на трикрако столче, с нейната характерна бъбрековидна форма.
Северната част на полуострова завършва с нос Скамни, а южната – с нос Харманите, издадени в морето на североизток. Покрай залива между тях, във вътрешната част на полуостров Скамни, се намира северният плаж на Созопол.
Външната, западна част на полуострова днес е свързана чрез изкуствено насипан провлак с о. Свети Кирик и заедно образуват залив, в който са построени Созополското пристанище и яхтено пристанище.